# 1397

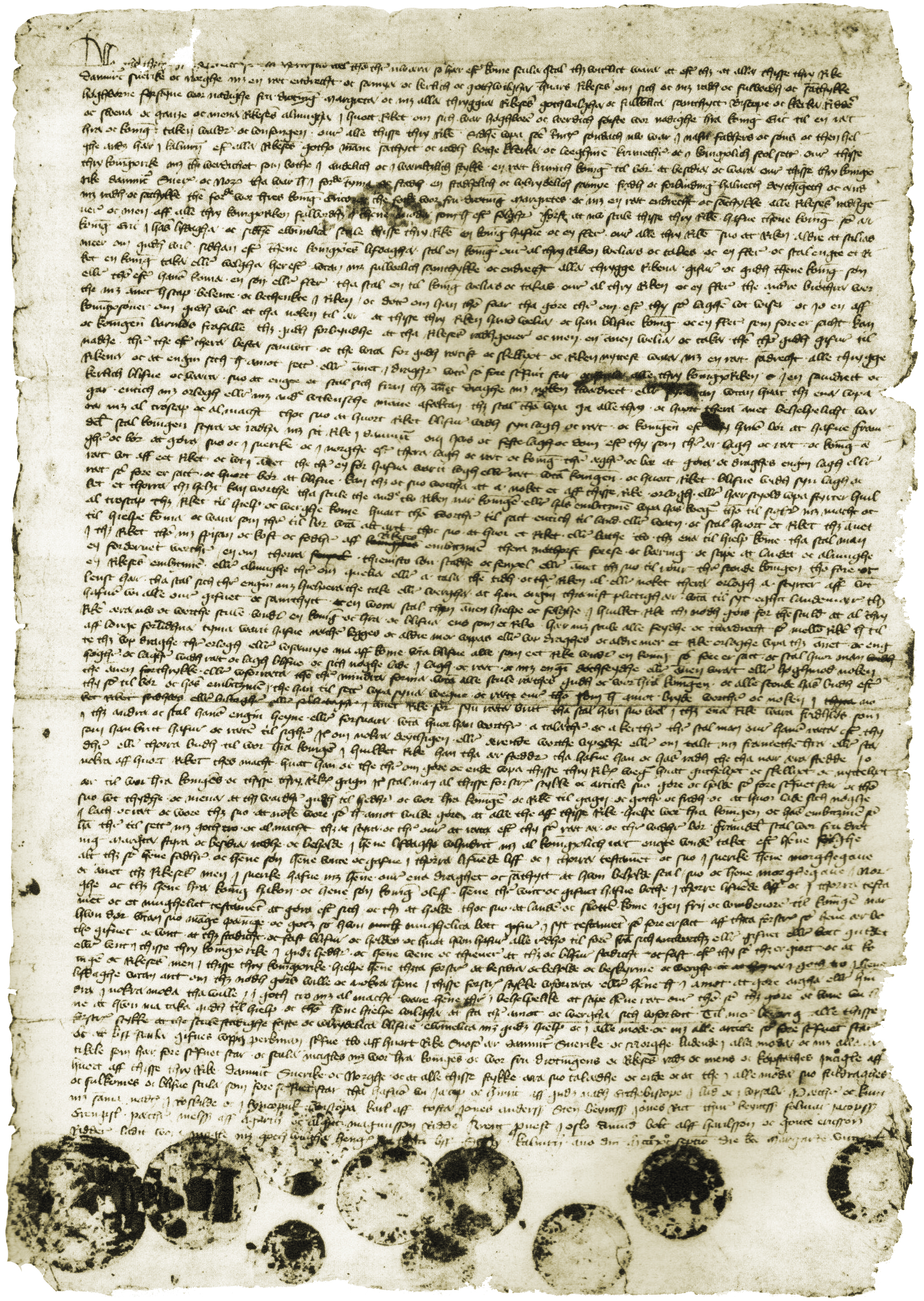
Unie van Kalmar

Het jaar 1397 is het 97e jaar in de 14e eeuw volgens de christelijke jaartelling.

## Gebeurtenissen
- 17 mei - Stadsbrand van Bergen op Zoom: De stad Bergen op Zoom wordt vrijwel geheel verwoest.
- 17 juni - Unie van Kalmar: Denemarken, Noorwegen en Zweden worden rond één troon verenigd. De afzonderlijke koninkrijken blijven bestaan, maar hebben allen Margaretha I van Denemarken als monarch, formeel als regentes voor Erik van Pommeren.
- 18 augustus - Bij Menaldum komt het tot gevechten tussen de Schieringers en Vetkopers, gewonnen door de Schieringers.
- 29 augustus - Gerrit van Cammingha sluit namens de Vetkopers een verdrag met Albrecht van Beieren. Gezamenlijk verslaan ze de Schieringers, maar Albrecht consolideert daarna zijn eigen macht in Friesland.
- De Timoeriden onder Pir Mohammed vallen India binnen.
- Het Land van Ravenstein wordt onderdeel van het hertogdom Kleef.
- Jean de Gerson schrijft La Montagne de contemplation.

## Opvolging
- Beieren-München - Johan II opgevolgd door zijn zoons Ernst en Willem III
- patriarch van Constantinopel - Antonius IV opgevolgd door Callistus II Xanothopoulos, op zijn beurt opgevolgd door Mattheus I
- Coucy en Soissons - Engelram VII opgevolgd door zijn docher Maria
- Kiev - Skirgaila opgevolgd door Ivan Olshansky
- Mainz (benoeming 26 januari) - Godfried van Leiningen opgevolgd door Johan II van Nassau-Wiesbaden-Idstein
- Montbéliard en Montfaucon - Stefanus opgevolgd door zijn kleindochter Henriëtte
- Naxos - Francesco I Crispo opgevolgd door Giacomo I

## Afbeeldingen

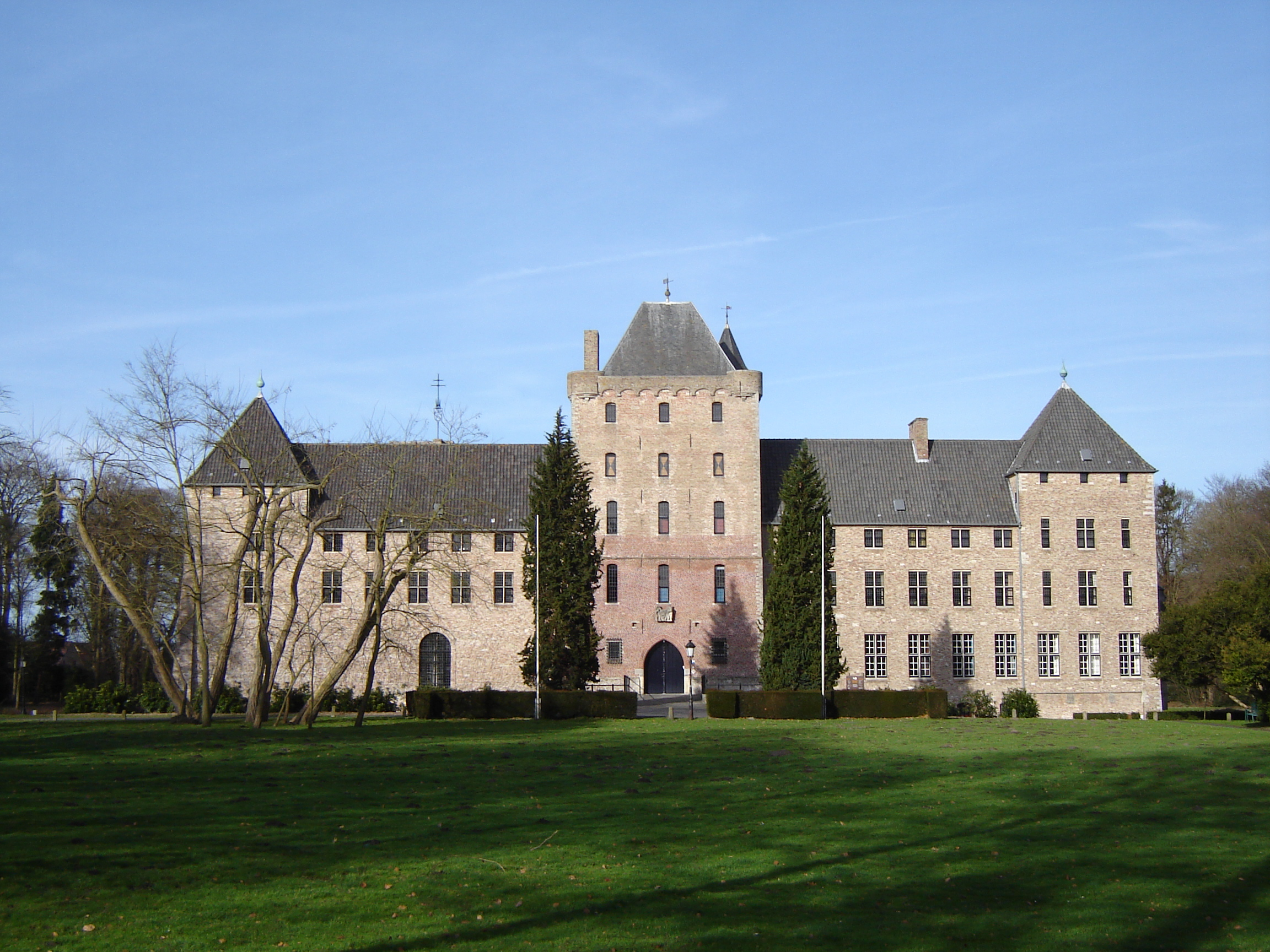
Kasteel van Male, herbouwd 1397
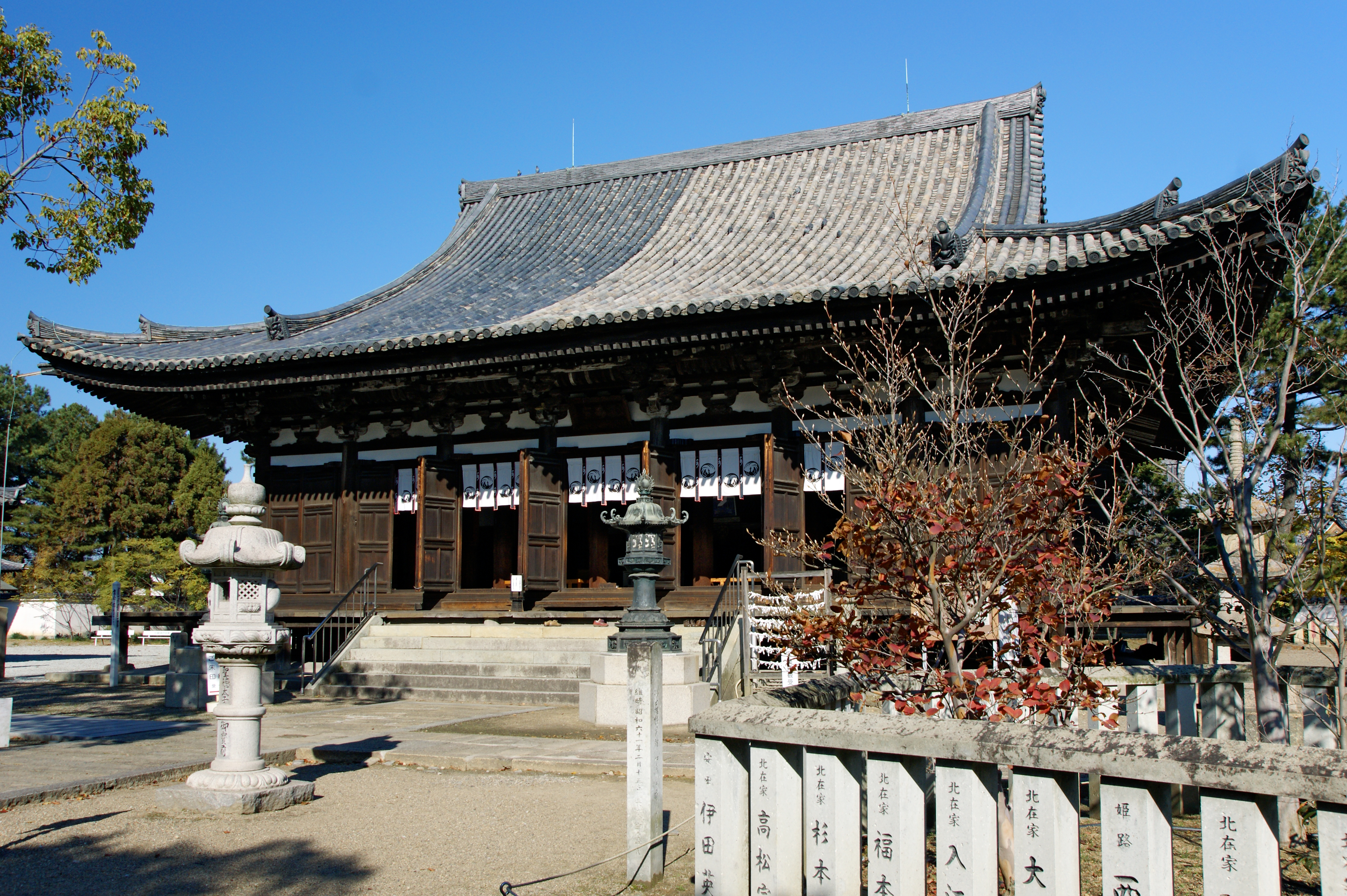
Kakurinji, Kakogawa, gebouwd 1397
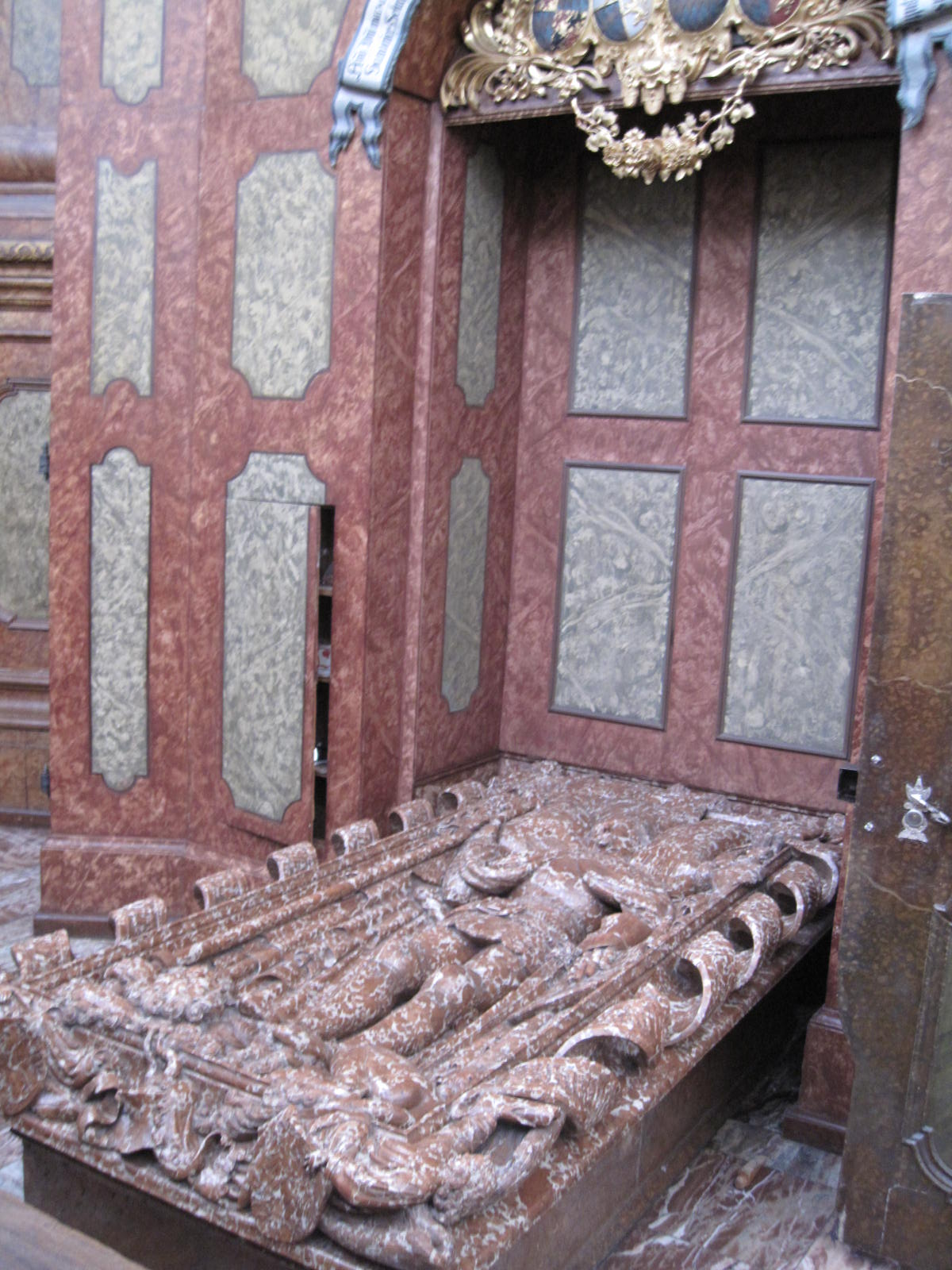
graf van Albrecht II van Beieren

## Geboren
- 22 januari - Lodewijk van Guyenne, Frans prins
- 21 februari - Isabella van Portugal, echtgenote van Filips de Goede
- 15 mei - Sejong, koning van Korea (1418-1450)
- 15 juni - Paolo Uccello, Italiaans schilder
- 29 juni - Johan II, koning van Aragon (1458-1479)
- 5 augustus - Guillaume Dufay, Zuid-Nederlands componist (vermoedelijke jaartal)
- 16 augustus - Albrecht II, hertog van Oostenrijk (1404-1439), koning van Hongarije en Bohemen (1437-1439) en koning van Duitsland (1438-1439)
- 15 november - Nicolaas V, paus (1447-1455)
- Hendrik III van Holstein, hertog van Sleeswijk
- Paolo dal Pozzo Toscanelli, Italiaans wiskundige
- Tlacaellel, Azteeks priester
- Ausiàs March, Valenciaans dichter (jaartal bij benadering)
- Francesco Squarcione, Italiaans schilder (jaartal bij benadering)
- Isabella van Lotharingen, regentes van Nassau-Weilburg (1429-1438) en Saarbrücken (1429-1442), vertaalster (jaartal bij benadering)
- Johannes Gutenberg, Duits drukker en uitvinder (jaartal bij benadering)

## Overleden
- 11 januari - Skirgaila (~43), grootvorst van Kiev (1395-1397)
- 21 januari - Albrecht II van Beieren (~28), Duits edelman
- 18 februari - Engelram VII van Coucy (~56), Frans edelman
- 14 maart - Hendrik VIII de Huismus (~39), Silezisch edelman
- 25 april - Thomas Holland, Engels edelman
- 3 juni - William Montagu (68), Engels edelman
- juni - Johan II, hertog van Beieren-München
- 2 september - Francesco Landini, Italiaanse componist
- 8 september - Thomas van Woodstock (42), Engels prins
- 11 september - Perenelle Flamel (~57), Frans alchemist
- 21 september - Richard FitzAlan (~51), Engels edelman
- 21 september - Willem II Vernachten (~42), Zuid-Nederlands geestelijke
- 1 november - Stefanus van Montfaucon, Frans edelman
- 22 december - Gwijde II van Blois, Frans edelman
- Francesco I Crispo, hertog van Naxos
- Hendrik van Marle (~35), Frans edelman
- Nicolaas van Schaumburg, hertog van Sleeswijk
- Ruprecht Pepijn (~22), Duits edelman